# هيورود (مقاطعة دالاهو)
هيورود (بالفارسية: هیورود) هي قرية تقع في كرمانشاه في إيران. يقدر عدد سكانها بـ 53 نسمة بحسب إحصاء 2016.